# Muhammad ibn 'Ubayd Allah Abu l-Ma 'ali
Muḥammad ibn ʿUbayd Allāh Abū l-Maʿālī (Persia, XI secolo – XI secolo) è stato uno scrittore persiano.
Fu autore di un monumentale compendio teologico intitolato Esposizione delle religioni, importantissimo per le prime notizie su sette di eretici musulmani.
Sarebbe stato il 6º discendente di Husayn al-Asghar (Husayn minore), tradizionista figlio dell'Imam ʿAlī ibn al-Ḥusayn, detto Zayn al-ʿĀbīdīn (Ornamento dei credenti).
Visse a lungo con la sua famiglia a Balkh (attuale Mazar-i Sharif, in Afghanistan, che allora faceva tuttavia parte del Grande Khorasan).